# نيمانيا دانجوبيتش
نيمانيا دانجوبيتش (بالصربية: Немања Дангубић) مواليد 13 أبريل 1993 في صربيا والجبل الأسود، هو لاعب كرة سلة صربي. بدأ مسيرته الاحترافية في سنة 2011. تم اختياره من قبل فريق فيلادلفيا سفنتي سيكسرز خلال الدرافت. يحمل الرقم 6. لعب مع نادي ميغا لكرة السلة ونادي ريد ستار لكرة السلة.

## إحصائيات المسيرة

### الدوري الأوروبي
| السنة   | الفريق                   | لعب | بدأ | دقيقة | ميداني% | ثلاثية | حرة  | ارتداد | صنع | استلاب | تصدي | نقطة | أداء |
| ------- | ------------------------ | --- | --- | ----- | ------- | ------ | ---- | ------ | --- | ------ | ---- | ---- | ---- |
| 2014–15 | نادي ريد ستار لكرة السلة | 23  | 11  | 14.2  | .382    | .342   | .684 | 2.0    | .7  | .4     | .1   | 4.1  | 1.9  |
| 2015–16 | نادي ريد ستار لكرة السلة | 19  | 15  | 15.9  | .551    | .452   | .692 | 1.9    | .8  | .3     | .1   | 5.2  | 3.4  |
| 2016–17 | نادي ريد ستار لكرة السلة | 24  | 24  | 19.3  | .382    | .296   | .842 | 2.0    | .7  | .6     | .1   | 5.3  | 2.5  |
| المسيرة | المسيرة                  | 66  | 50  | 16.6  | .423    | .350   | .745 | 2.0    | .7  | .4     | .1   | 4.8  | 2.5  |

### بطولات الدوري المحلية
| الموسم  | الفريق                   | الدوري                   | لعب | دقيقة | ميداني% | ثلاثية | حرة  | ارتداد | صنع | SPG | تصدي | نقطة |
| ------- | ------------------------ | ------------------------ | --- | ----- | ------- | ------ | ---- | ------ | --- | --- | ---- | ---- |
| 2011-12 | هيموفارم                 | الدوري الأدرياتيكي       | 24  | 14.5  | .426    | .125   | .758 | 1.0    | 1.0 | .3  | .0   | 3.6  |
| 2011-12 | هيموفارم                 | الدوري الصربي لكرة السلة | 14  | 16.6  | .452    | .250   | .542 | 2.5    | 1.4 | .4  | .1   | 4.7  |
| 2012-13 | نادي ميغا لكرة السلة     | الدوري الصربي لكرة السلة | 41  | 26.5  | .512    | .290   | .663 | 3.1    | 2.8 | .8  | .2   | 9.0  |
| 2013-14 | نادي ميغا لكرة السلة     | الدوري الأدرياتيكي       | 25  | 24.9  | .538    | .288   | .640 | 3.4    | 2.0 | .8  | .2   | 9.4  |
| 2013-14 | نادي ميغا لكرة السلة     | الدوري الصربي لكرة السلة | 15  | 27.9  | .581    | .279   | .661 | 3.6    | 1.9 | .4  | .3   | 11.7 |
| 2014-15 | نادي ريد ستار لكرة السلة | الدوري الأدرياتيكي       | 32  | 15.7  | .464    | .309   | .705 | 2.6    | 1.3 | .7  | .2   | 5.8  |
| 2014-15 | نادي ريد ستار لكرة السلة | الدوري الصربي لكرة السلة | 19  | 19.4  | .538    | .291   | .824 | 2.7    | .8  | .5  | .1   | 7.7  |

## روابط خارجية
- نيمانيا دانجوبيتش على موقع الاتحاد الدولي لكرة السلة (الإنجليزية)
- نيمانيا دانجوبيتش على موقع الدوري الأوروبي لكرة السلة (الإنجليزية)
- نيمانيا دانجوبيتش على موقع سبورتس رفرنس (الإنجليزية)
- نيمانيا دانجوبيتش على موقع الدوري الإسباني لكرة السلة (الإسبانية)
- نيمانيا دانجوبيتش على موقع كرة السلة الأوروبية.كوم (الإنجليزية)
- نيمانيا دانجوبيتش على موقع DraftExpress.com (الإنجليزية)
- نيمانيا دانجوبيتش على موقع ريلجم (الإنجليزية)
- نيمانيا دانجوبيتش على موقع بروبوليرز (الإنجليزية)
- نيمانيا دانجوبيتش على موقع سبورتس رفرنس (الإنجليزية)